# Tele Semana
Tele Semana, revista semanal dos programas da televisão, foi uma revista de televisão portuguesa fundada em Janeiro de 1973 e que durou até ao início de 1979.
Era propriedade da editora Ediguia - Editora de Publicações, SARL ligada à Movierecord e à RTP. 
Rui Ressurreição foi director da revista.
Contava com colaboradores como Nuno Vasco (foi mais tarde o primeiro director da Revista TV Guia que surgiu após o fim da publicação), Avelãs Coelho (rubrica Motores), Maria Elisa (Moda), Francisco Nicholson (Canal Zero), Maria João (Tele Infantil), Maria de Lurdes (Culinária), H. César (Mundo POP), José Niza, entre outros. A parte gráfica foi totalmente criada e executada por Helder Martins, merecendo prémios internacionais, dado que a mesma revista era editada em versões diferentes em Espanha, França e outros países europeus. Além da direcção gráfica, durante os primeiros tempos, iniciando esta publicação com números experimentais, os chamados números zeros, na União Gráfica, tinha ainda a responsabilidade do humor e das caricaturas. 
Duarte Ramos que era responsável pela parte administrativa, dividia com Rolo Duarte a parte de redacção de conteúdos.